# Kiss Land (песня)
«Kiss Land» — песня канадского певца The Weeknd с его дебютного альбома Kiss Land. Была выпущена 17 мая 2013 года лейблами XO и Republic Records. После своего релиза трек получил критическое одобрение музыкальных критиков, которые оценили прогресс в сравнении с более ранними работами певца. Хотя предполагалось, что лид-синглом станет эта песня, в качестве лид-сингла для альбома Kiss Land выступила другая, «Belong to the World», которую выпустили 16 июля 2013 года. Месяц спустя после выхода сингла, 25 июля 2013 года, был выпущен видеоклип при участии актрис для взрослых Лондон Кийес, Асфиксии Нойр и Бонни Роттен. Он считается NSFW вследствие содержания явно выраженного сексуального характера, однако также была выпущена и подвергшаяся цензуре версия клипа.

## Предпосылки и композиция
В 2011 году Уикнд выпустил микстейпы House of Balloons, Thursday и Echoes of Silence, получив признание критиков. На следующий год он выпустил сборник Trilogy, в который входили его более ранние проекты с тремя новыми записями. Уикнд принялся за работу над своим дебютным студийным альбомом Kiss Land в 2013-м; его название и обложка были опубликованы 17 марта.
Спродюсированный Силкки Джонсоном, известным по его предыдущим работам с ASAP Mob и другими, «Kiss Land» был выпущен на iTunes Store 17 мая 2013 года. Длящийся семь минут и тридцать шесть секунд, трек содержал семпл из «La Ritournelle» французского музыканта Себастьена Телье. Сопродюсероми песни выступили DannyBoyStyles, сам Уикнд и Джейсон «Дахела» Кенневилл. Песня разделена на два музыкальных участка: в первом сечении поднимается тема секса, в то время как во второй половине — алкоголизма.

## Критический приём
После своего релиза «Kiss Land» был встречен одобрением музыкальных критиков. Лорен Ностро из Complex похвалила рост Уикнда как артиста, отметив, что он «постоянно облагораживает» свою «определённую эстетику», а также, что в песне «имеется бридж». Бриттани Льюис из Global Grind описала песню «гипнотической», тогда как Карл Уиллиотт из Idolator поразмыслил, придя к выводу, что использование женского крика привносит в «зловеще-донжуанскую тему новые высоты абсурда». Роб Маркман из MTV News посчитал, что «Kiss Land» разделяет похожую структуру с предыдущими треками Уикнда, но в то же время предположил, что тогда ещё грядущий релиз Kiss Land покажет «намного больше о таинственном человеке, стоящем за музыкой».
VH1 India дала «Kiss Land» оценку 7/10, ссылаясь на песню так: «Выразительное последовательное погружение в зашифрованную волну Уикнда, но, как он сам так застенчиво напоминает нам: „Это ни к чему не относится“, и мы, возможно, продлили наши пригласительные».

## Чарты
| Чарт (2013)                                      | Высшая позиция |
| ------------------------------------------------ | -------------- |
| South Korea International Streaming Chart (Gaon) | 195            |